# Amazonides ecstrigata
Amazonides ecstrigata là một loài bướm đêm trong họ Noctuidae.